# Giovanni Boccardi (artista)
Giovanni Boccardi, anche noto come Maestro Giovanni o Il Boccardino Vecchio  (Firenze, 1460 – 1º marzo 1529), fu un miniaturista nella Firenze di Lorenzo il Magnifico.

## Biografia
Appartenente a una nota famiglia di miniaturisti. Allievo di Zanobi di Lorenzo, è ritenuto uno tra i maggiori miniatori del maturo Rinascimento, anche se la critica moderna dà più importanza alle parti decorative che non a quelle figurative dei suoi codici e dei suoi corali.
Ottenne grande notorietà e tra i suoi committenti si possono menzionare Mattia Corvino, re d'Ungheria e il papa Leone X.
Il suo stile evidenziò alcune affinità e influenze dei lavori di Raffaello Sanzio, specie del periodo umbro.
Lavorò per i monasteri dei Santi Severino e Sossio e Montecassino. Fra le sue opere più note ci sono le miniature del libro dei libri del coro di Perugia e Montecassino, realizzati fra il 1507 e il 1523 insieme al figlio Francesco, anch'egli divenuto celebre e noto, Lavorò anche con Matteo da Terranova.
L'opera di maggior rilievo è costituita dei tre volumi delle Pandette (1526), conservati nella Biblioteca Nazionale Centrale di Firenze.

### Francesco Boccardi
Il figlio Francesco Boccardi seguì le orme paterne, viene citato come  "Francesco di Giovanni Boccardi".